# Zatoka Pallisera
Zatoka Pallisera (ang. Palliser Bay) – zatoka Oceanu Spokojnego, położona u wybrzeży Wyspy Północnej, w północnej części Cieśniny Cooka, pomiędzy przylądkami Turakirae Head (na zachodzie) i Cape Palliser (na wschodzie). Ma 16 km długości i 32 km szerokości. Nazwa zatoki pochodzi od nazwy przylądka Cape Palliser, nazwanego w 1770 roku przez Jamesa Cooka na cześć jego przyjaciela Hugha Pallisera. Do zatoki uchodzi rzeka Ruamahanga. Wybrzeże zatoki jest całkowicie wystawione na działanie fal napływających z południa. Klify z mułowca są podmywane przez fale i narażone na osuwanie się. Izolacja Zatoki Pallisera oraz jej spektakularne krajobrazy sprawiły, że u jej wybrzeży powstało kilka luksusowych domków wypoczynkowych, przeznaczonych dla zamożnych turystów z Nowej Zelandii i z zagranicy. 
Zatoka Pallisera leży w regionie słynącym z gwałtownych wiatrów, dlatego przez lata zatonęło w niej wiele statków. Wśród jednostek, które uległy tu katastrofie, były m.in. Zuleika (o wyporności wynoszącej 1 092 tony), która rozbiła się w 1897 roku, pochłaniając 12 ofiar śmiertelnych, oraz Ripple (187 ton), która zatonęła w 1924 roku, wraz ze wszystkimi członkami załogi.